# Meulers
Meulers és un municipi francès situat al departament del Sena Marítim i a la regió de Normandia. L'any 2007 tenia 562 habitants.

## Demografia

### Població
El 2007 la població de fet de Meulers era de 562 persones. Hi havia 213 famílies de les quals 35 eren unipersonals (13 homes vivint sols i 22 dones vivint soles), 65 parelles sense fills, 91 parelles amb fills i 22 famílies monoparentals amb fills.
La població ha evolucionat segons el següent gràfic:
Habitants censats

### Habitatges
El 2007 hi havia 251 habitatges, 207 eren l'habitatge principal de la família, 15 eren segones residències i 29 estaven desocupats. Tots els 251 habitatges eren cases. Dels 207 habitatges principals, 185 estaven ocupats pels seus propietaris i 22 estaven llogats i ocupats pels llogaters; 6 tenien dues cambres, 27 en tenien tres, 57 en tenien quatre i 116 en tenien cinc o més. 164 habitatges disposaven pel capbaix d'una plaça de pàrquing. A 87 habitatges hi havia un automòbil i a 101 n'hi havia dos o més.

### Piràmide de població
La piràmide de població per edats i sexe el 2009 era:
| Homes | Edats   | Dones |
| ----- | ------- | ----- |
| 0     | 95 o +  | 0     |
| 0     | 90 a 94 | 0     |
| 0     | 85 a 89 | 0     |
| 8     | 80 a 84 | 0     |
| 8     | 75 a 79 | 12    |
| 4     | 70 a 74 | 4     |
| 24    | 65 a 69 | 16    |
| 8     | 60 a 64 | 24    |
| 16    | 55 a 59 | 8     |
| 8     | 50 a 54 | 8     |
| 4     | 45 a 49 | 4     |
| 20    | 40 a 44 | 20    |
| 20    | 35 a 39 | 8     |
| 16    | 30 a 34 | 16    |
| 12    | 25 a 29 | 12    |
| 8     | 20 a 24 | 8     |
| 8     | 15 a 19 | 20    |
| 12    | 10 a 14 | 4     |
| 16    | 5 a 9   | 8     |
| 16    | 0 a 4   | 4     |

## Economia
El 2007 la població en edat de treballar era de 340 persones, 241 eren actives i 99 eren inactives. De les 241 persones actives 218 estaven ocupades (122 homes i 96 dones) i 23 estaven aturades (8 homes i 15 dones). De les 99 persones inactives 38 estaven jubilades, 24 estaven estudiant i 37 estaven classificades com a «altres inactius».

### Ingressos
El 2009 a Meulers hi havia 224 unitats fiscals que integraven 600 persones, la mediana anual d'ingressos fiscals per persona era de 16.562 €.

### Activitats econòmiques
Dels 17 establiments que hi havia el 2007, 3 eren d'empreses de fabricació d'altres productes industrials, 7 d'empreses de construcció, 2 d'empreses de comerç i reparació d'automòbils, 1 d'una empresa de transport i 4 d'empreses de serveis.
Dels 7 establiments de servei als particulars que hi havia el 2009, 1 era un paleta, 2 guixaires pintors, 2 fusteries i 2 lampisteries.
L'any 2000 a Meulers hi havia 9 explotacions agrícoles.

## Equipaments sanitaris i escolars
El 2009 hi havia una escola elemental integrada dins d'un grup escolar amb les comunes properes formant una escola dispersa.

## Poblacions més properes
El següent diagrama mostra les poblacions més properes.